# Disney Theatrical Group
The Disney Theatrical Group, legalmente Buena Vista Theatrical Group Ltd., es la división de producción en vivo, teatral y producción musical de The Walt Disney Company. La compañía está dirigida por Thomas Schumacher y forma parte de Walt Disney Studios, uno de los cuatro segmentos de negocios principales de The Walt Disney Company.

## Historia
Buena Vista Theatrical Group Ltd. fue el nombre de Disney Theatrical Productions desde el 23 de noviembre de 1999 y Disney Theatrical Productions se convirtió en su primera división. En enero del 2000, se anunció la formación del grupo junto con Hyperion Theatricals, la segunda división de producción de Disney, para supervisar Hyperion y Disney Theatrical Productions (DTP). La primera producción de Hyperion fue Aida y todas las demás producciones basadas en animación que no son de Disney se ubicaron bajo Hyperion. En septiembre del 2000, los tres programas DTG de EE. UU., Tanto Hyperion como DTP, se colocaron bajo la bandera "Disney on Broadway", y luego bajo "Disney on Broadway on Tour" cuando los programas salieron de gira nacional.
La promoción de Schneider del estudio dejó a Schumacher como el único presidente de DTG en enero de 2000. Schneider abandonó Disney en junio de 2001 para formar su propia compañía de producción teatral parcialmente financiada por Disney.
En 2003, Music Theatre International se convirtió en agente de licencias para musicales de Disney y obras de teatro para las actuaciones de escuelas.  Después de mayo de 2007, Buena Vista Theatrical Group cambió su nombre comercial a Disney Theatrical Group.  Disney Live Family Entertainment de DTG firmó un contrato de 10 años con Feld Entertainment para Disney on Ice, Disney Live y otras producciones de Disney en agosto de 2008.
En 2010, el Disney Theatrical Group lanzó su programa gratuito de Disney Musicals in Schools en Nueva York. Disney Musicals in Schools permite a las escuelas participantes obtener derechos de interpretación gratuitos, artistas de enseñanza profesional y materiales ShowKit para uno de los siete musicales de Disney de 30 minutos escritos específicamente para escuelas primarias. A finales de 2017, el programa estaba disponible en 18 ciudades y había agregado 5 ciudades más, incluida la primera ciudad internacional de Londres, ese año.
El 31 de octubre de 2010, el grupo cerró su oficina de Glendale, California y recortó personal en una reorganización de DTG. En abril de 2013, Disney Studios inició un despido del 5% en todas las unidades, incluido DTG, mientras el conglomerado de Disney avanzaba hacia una reorganización a finales de año. El 28 de abril de 2014, el grupo fue homenajeado en la Gala Anual del Fondo de Actores. Disney India lanzó sus operaciones de entretenimiento en vivo en 2015 con la producción del musical La Bella y la Bestia que se exhibirá de octubre a diciembre en Bombay y Delhi.
Ninguna palabra se dijo antes o después de la adquisición por parte de Disney de 21st Century Fox sobre el estado de adquisición de Fox Stage Productions. Sin embargo, el jefe de la unidad, el vicepresidente ejecutivo Cohen, quien también fue vicepresidente ejecutivo de Asuntos Legales, fue despedido inmediatamente después de la adquisición de 21st Century Fox en Disney en marzo de 2019.  El 3 de julio de 2019, Fox Stage Productions se mudó a Disney Theatrical Group como la división de Buena Vista Theatrical con todos los ejecutivos, incluidos Cohen, Connor Brockmeier y el vicepresidente Hurwitz.

## Unidades
- Disney Theatrical Productions es la unidad principal de producción de Disney Theatrical Group. Esta filial ha sido responsable de la producción de muchos musicales en Broadway. Entre los más aclamados están: La bella y la bestia, El rey león, Mary Poppins, Tarzán, La Sirenita, Newsies, Aladdin y Frozen. El grupo también produce producciones itinerantes de sus espectáculos.
- Buena Vista Theatrical es la división para el manejo de las producciones teatrales de 20th Century Fox.
- Disney Theatrical Licensing es la unidad de concesión de licencias de espectáculos de DTG que otorga licencias para sus espectáculos para presentaciones en escuelas locales y teatros comunitarios a través de su filial, Musical Theatre International (MTI). Shows como La bella y la bestia, Aida y High School Musical tienen licencia. Disney también otorga licencias a versiones especiales de espectáculos para la actuación de niños más pequeños. Algunos de estos espectáculos incluyen títulos como Aladdin Jr., The Lion King Jr. Mulan Jr o Mary Poppins Junior. En octubre de 2016, "Freaky Friday" se estrenó como una producción teatral autorizada en Washington D. C..
- Disney Live Family Entertainment, incorpora espectáculos sobre hielo de Disney on Ice  y Disney Live, producidos por Feld Entertainment. Los espectáculos de hielo incluyen shows como Finding Nemo on Ice, Princess Classics y High School Musical: The Ice Tour. Estos espectáculos son espectáculos escénicos dirigidos a niños pequeños. A menudo son interactivos e invitan a los niños a participar en la actuación. Algunos de estos títulos incluyen: Playhouse Disney Live! y Mickey's Magic Show!
- Walt Disney Special Events Group es responsable de los shows y eventos promocionales de personajes en vivo.[14]
- Nueva Amsterdam Development Corp.

- New Amsterdam Theatrical Productions, Inc.
- Walt Disney Theatrical Worldwide, Inc.
- Buena Vista Theatrical Ventures, Inc.
- Buena Vista Theatrical Merchandise, LLC